# کاپرینو برگاماسکو
کاپرینو برگاماسکو (به ایتالیایی: Caprino Bergamasco) یک منطقهٔ مسکونی در ایتالیا است که در استان برگامو واقع شده‌است.

## خصوصیات
کاپرینو برگاماسکو ۸٫۶ کیلومترمربع مساحت و ۲٬۹۰۸ نفر جمعیت دارد و ۳۱۵ متر بالاتر از سطح دریا واقع شده‌است.